# Attentat de la grande synagogue de Rome

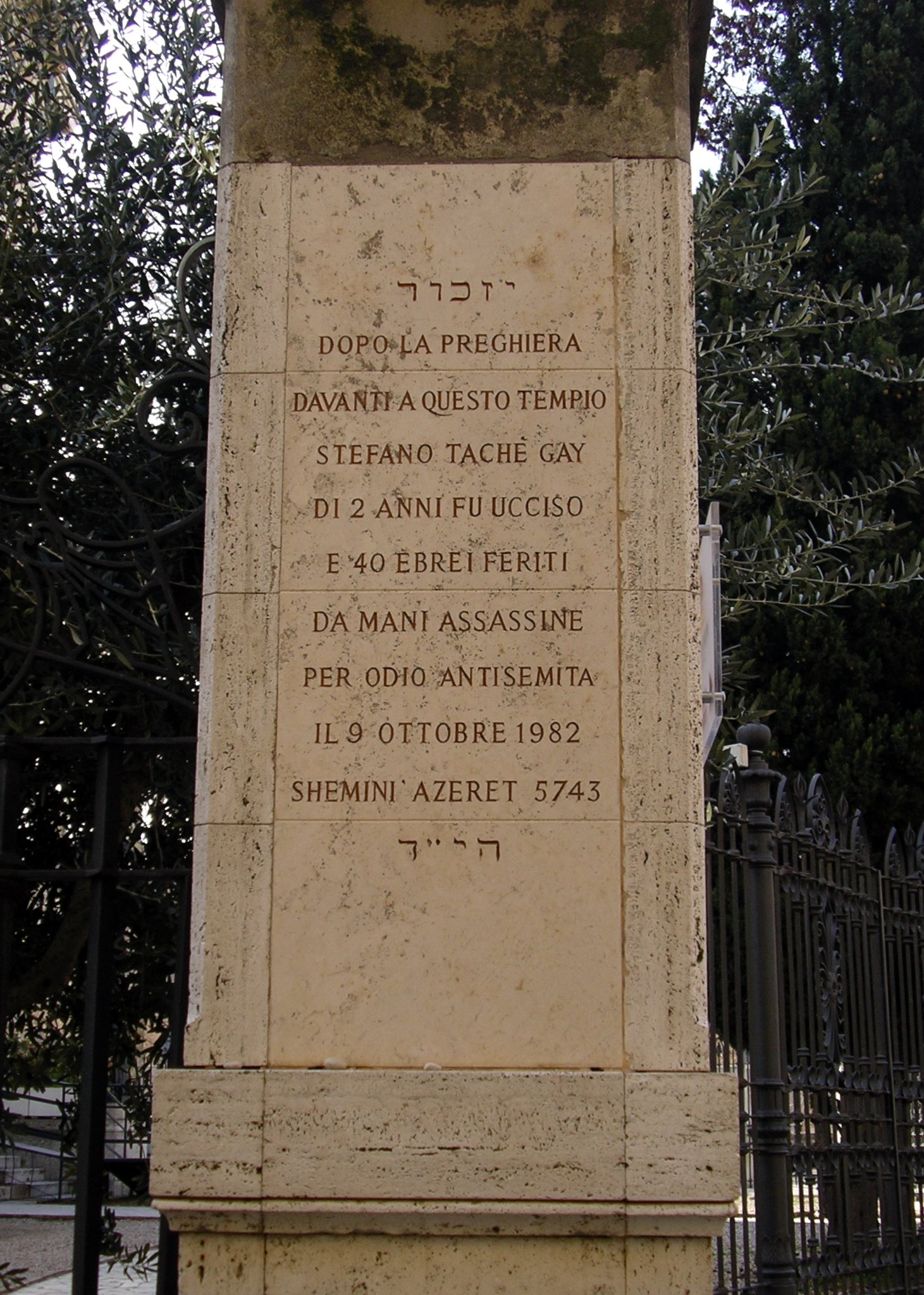
Stèle en mémoire des victimes

L' attentat de la grande synagogue de Rome, perpétré par des terroristes palestiniens  à l'entrée de la grande synagogue de Rome, a eu lieu le 9 octobre 1982 à 11 h 55. Un enfant de deux ans a été tué dans l'attaque et 37 civils ont été blessés.

## Attentat

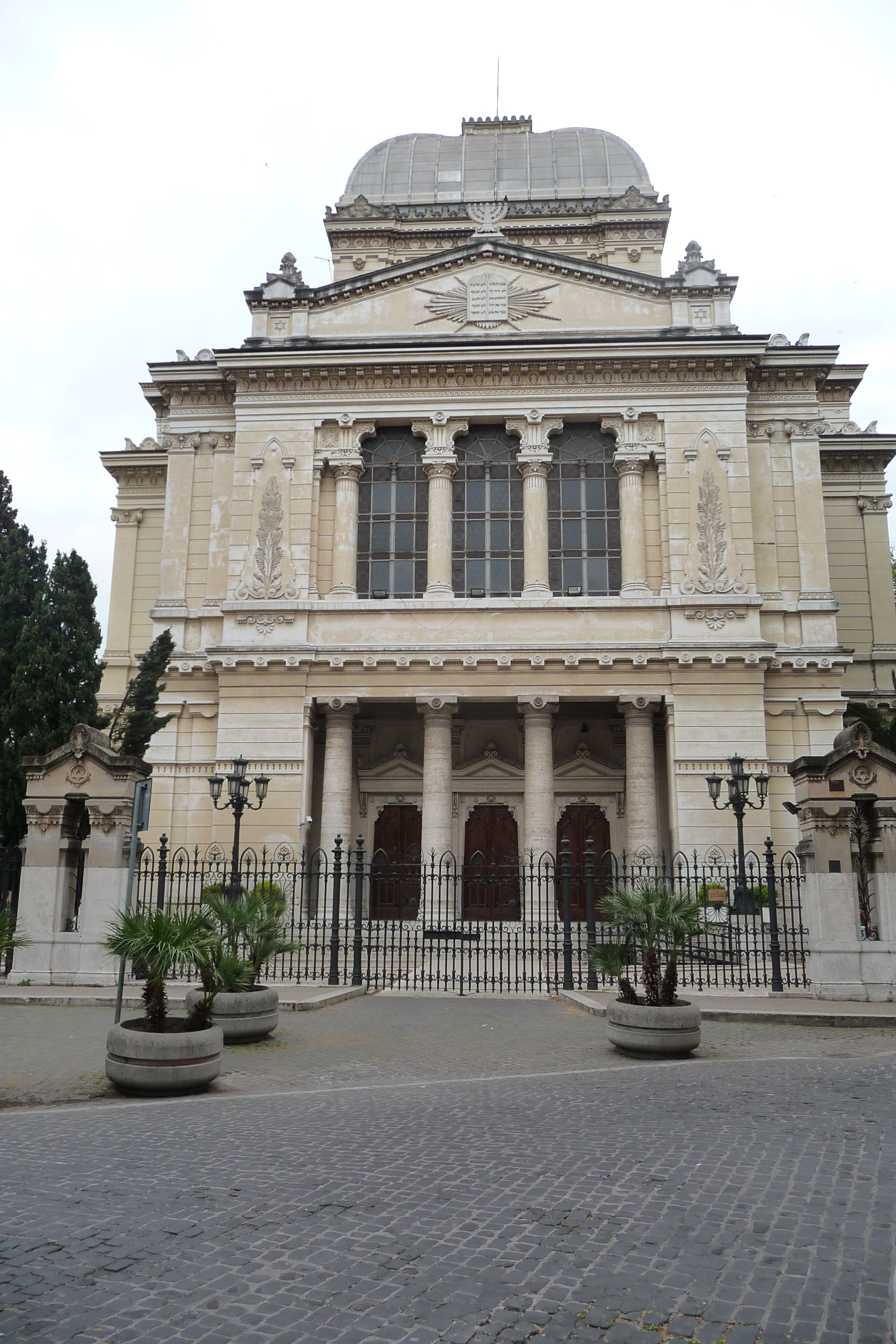
Grande synagogue de Rome.

L'attaque a eu lieu à la grande synagogue de Rome dans le quartier historique de Rome, samedi matin, à 11h55. Alors que les familles de la communauté juive locale commençaient à sortir avec leurs enfants par l'entrée arrière de la synagogue,. Cinq assaillants palestiniens armés, élégamment vêtus, ont marché calmement  jusqu'à l'entrée arrière de la synagogue et ont lancé au moins trois  grenades à main sur la foule, puis ont aspergé la foule de tirs de mitraillettes. Des témoins oculaires ont déclaré que les grenades à main ont rebondi sur les marches et ont explosé dans la rue.
Un enfant de deux ans, Stefano Gaj Taché, a été tué par des éclats d'obus. De plus, 37 civils ont été blessés, dont le frère de Stefano, Gadiel Taché, quatre ans, qui a reçu une balle dans la tête et à la poitrine.
Des témoins oculaires ont déclaré que les assaillants ont quitté les lieux dans une Volkswagen rouge et une Austin blanche.

## Les auteurs

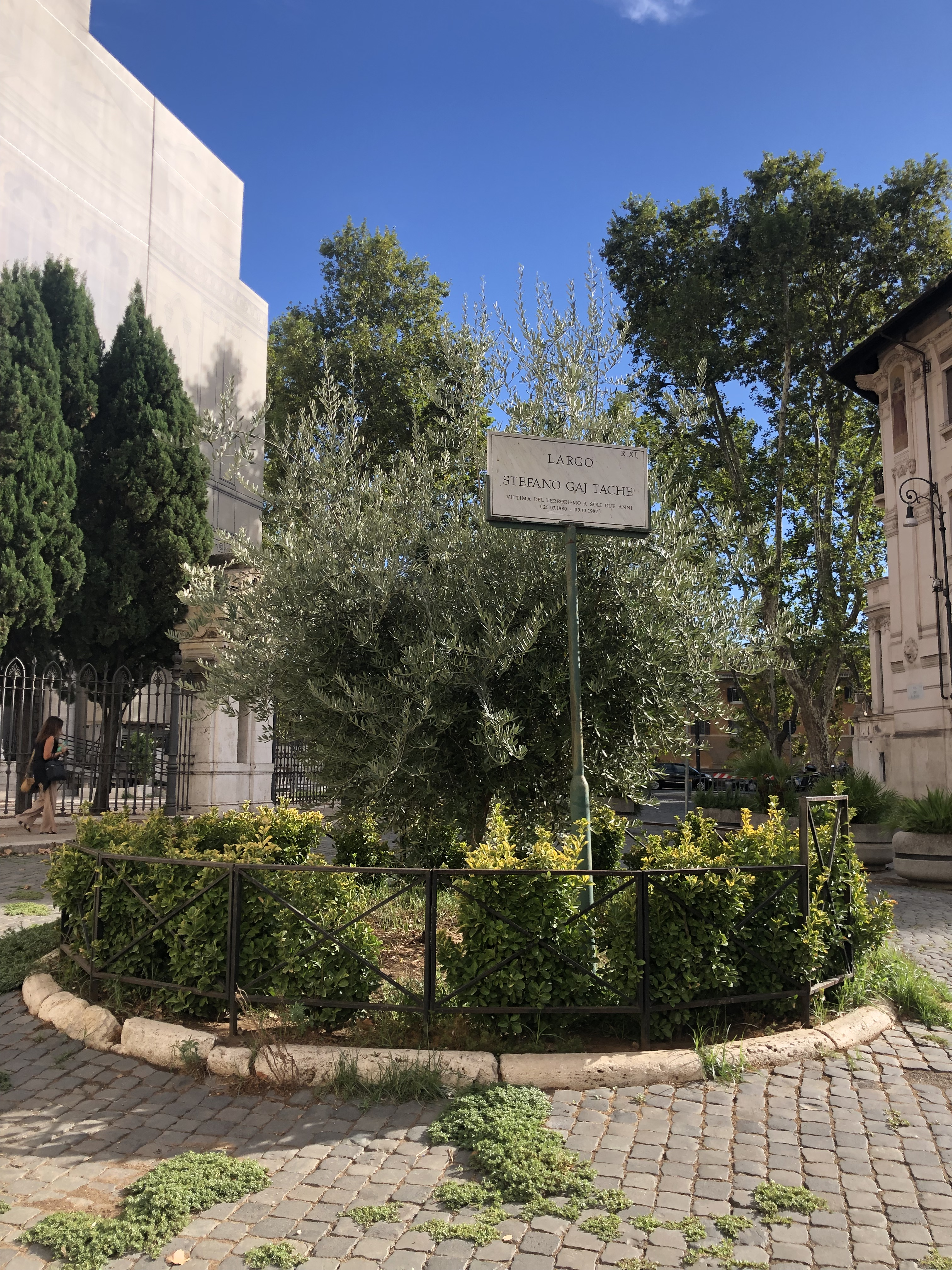
Arbre planté à la mémoire de Stefano Gaj Taché, victime de l'attentat contre la grande synagogue de Rome

Aucun groupe n'a revendiqué la responsabilité de l'attaque. Néanmoins, l'un des assaillants a été identifié comme étant Osama Abdel al-Zomar, un membre présumé de l'organisation terroriste Abu Nidal , . Al-Zomar a ensuite été arrêté en Grèce, pour contrebande illégale d'explosifs. Bien qu'al-Zomar ait été condamné par un tribunal italien pour son rôle dans l'attentat de 1982 (alors qu'il était détenu en Grèce), les autorités grecques ont rejeté la demande d'extradition italienne et l'ont expulsé en 1989 vers la Libye,, où se trouvait la base d'Abu Nidal, et où probablement il réside .

## Postérité
Une plaque a été fixée à l'entrée de la synagogue en commémoration de l'attentat de 1982 de la grande synagogue de Rome.
Le 3 février 2015, lors du message adressé au Parlement italien à la suite de sa prestation de serment en tant que président de la République, Sergio Mattarella s'est souvenu de l'attentat en ces termes : « L'Italie a payé à plusieurs reprises, dans un passé pas trop lointain, le prix de la haine et de l'intolérance. Je ne veux retenir qu'un seul nom : Stefano Taché, qui a été tué dans le lâche attentat terroriste contre la synagogue de Rome en octobre 1982. Il n'avait que deux ans. Il était notre bébé, un bébé italien ».

## Accusations de connaissance italienne de l'attaque
En 2008, l'ancien Premier ministre et président italien Francesco Cossiga a affirmé que cet accord existait et a déclaré que l'Italie « a vendu ses Juifs » avec un accord secret de ne pas interférer avec les activités de l'OLP contre les Juifs si l'OLP ne menait pas d'attaques contre l'Italie. Le 11 décembre 2021, le Times of Israel a publié un article affirmant que le gouvernement italien était au courant de l'attaque à l'avance et avait réduit la sécurité dans le cadre d'un accord secret avec l'OLP de 1973. L'article citait des câbles gouvernementaux récemment publiés. Les câbles sont censés montrer que le Servizio per le Informazioni e la Sicurezza Democratica a averti le gouvernement que des organisations palestiniennes envisageaient des attentats pendant les vacances et qu'une source avait indiqué qu'Abu Nidal se préparait à mener une attaque. Les articles affirmaient en outre que la présence policière qui aurait dû être à la synagogue n'était pas présente.